# Liste der Könige von Makedonien
Die Angaben in der Liste der Könige von Makedonien sind nicht vollständig, die Zahlenangaben oft nicht sicher.

## Mythische Ahnen der Argeaden-Dynastie
| Herakles                      |
| Temeniden-Herrscher von Argos |

## Dynastie derArgeaden
Die Regierungszeiten der frühen Könige sind nicht genau bekannt; bis Perdikkas I. ist die Königsliste zudem zweifelhaft.
| Name                                                     | Herrschaft                        |
| -------------------------------------------------------- | --------------------------------- |
| Karanos                                                  | 1. Hälfte 8. Jh. v. Chr.          |
| Koinos                                                   |                                   |
| Tyrimmas                                                 |                                   |
| Perdikkas I.                                             | ca. 650 – ca. 620 v. Chr.         |
| Argaios                                                  | Ende 7. Jh. v. Chr.               |
| Philipp I.                                               | Anfang 6. Jh. v. Chr.             |
| Aeropos I.                                               | 6. Jh. v. Chr.                    |
| Alketas I.                                               | Mitte 6. Jh. v. Chr.              |
| Amyntas I.                                               | Ende 6. Jh. – ca. 498/497 v. Chr. |
| Alexander I.                                             | ca. 498/497 – ca. 454 v. Chr.     |
| Alketas II.                                              | ca. 454 – 448 v. Chr.             |
| Perdikkas II.                                            | 448 – 413 v. Chr.                 |
| Archelaos I.                                             | 413 – 399 v. Chr.                 |
| Krateros                                                 | 399 v. Chr.                       |
| Orestes                                                  | 399 – 396 v. Chr.                 |
| Aeropos II.                                              | 399 – 396 v. Chr.                 |
| Archelaos II.                                            | 396 – 393 v. Chr.                 |
| Pausanias                                                | 393 v. Chr.                       |
| Amyntas II., der Kleine                                  | 393 v. Chr.                       |
| Amyntas III.                                             | 393 v. Chr.                       |
| Argaios II.                                              | 393 – 392 v. Chr.                 |
| Innere Festigung Makedoniens                             |                                   |
| Amyntas III. (2. Regierungsperiode)                      | 392 – 370 v. Chr.                 |
| Alexander II.                                            | 370 – 368 v. Chr.                 |
| Ptolemaios von Aloros                                    | 368 – 365 v. Chr.                 |
| Perdikkas III.                                           | 365 – 359 v. Chr.                 |
| Amyntas IV.                                              | 359 – 356 v. Chr.                 |
| Philipp II.                                              | 359 – 336 v. Chr.                 |
| Alexander III. der Große                                 | 336 – 323 v. Chr.                 |
| Regent: (für die Zeit der Abwesenheit Alexanders)        |                                   |
| – Antipater                                              | 334 – 323 v. Chr.                 |
| Diadochenkriege (323 – 281 v. Chr.)                      |                                   |
| Philipp III. Arrhidaios                                  | 323 – 317 v. Chr.                 |
| Alexander IV. Aigos                                      | 323 – 310 v. Chr.                 |
| Regenten: (hatten die eigentliche Regierungsgewalt inne) |                                   |
| – Antipater                                              | 323 – 319 v. Chr.                 |
| – Polyperchon                                            | 319 – 316 v. Chr.                 |
| – Kassander                                              | 316 – 306 v. Chr.                 |

## Dynastie derAntipatriden
| Name          | Herrschaft        |
| ------------- | ----------------- |
| Kassander     | 306 – 297 v. Chr. |
| Philipp IV.   | 297 – 296 v. Chr. |
| Alexander V.  | 297 – 294 v. Chr. |
| Antipatros I. | 297 – 294 v. Chr. |

## Wechselnde Dynastien
| Demetrios I. Poliorketes                      | 294 – 287 v. Chr. |
| Pyrrhos                                       | 287 – 285 v. Chr. |
| Lysimachos                                    | 285 – 281 v. Chr. |
| Ptolemaios Keraunos                           | 281 – 279 v. Chr. |
| Meleagros                                     | 279 v. Chr.       |
| Antipatros II.                                | 279 v. Chr.       |
| Sosthenes                                     | 279 – 277 v. Chr. |
| – Ptolemaios (Ptolemaios der Sohn?)           | 277 v. Chr.       |
| – Alexander (Alexander, Sohn des Lysimachos?) | 277 v. Chr.       |

## Dynastie derAntigoniden
| Name                                            | Herrschaft        |
| ----------------------------------------------- | ----------------- |
| Antigonos II. Gonatas                           | 277 – 239 v. Chr. |
| Demetrios II. Aitolikos                         | 239 – 229 v. Chr. |
| Antigonos III. Doson                            | 229 – 221 v. Chr. |
| Makedonisch-Römische Kriege (215 – 148 v. Chr.) |                   |
| Philipp V.                                      | 221 – 179 v. Chr. |
| Perseus                                         | 179 – 168 v. Chr. |